# Israël op het Eurovisiesongfestival 2024

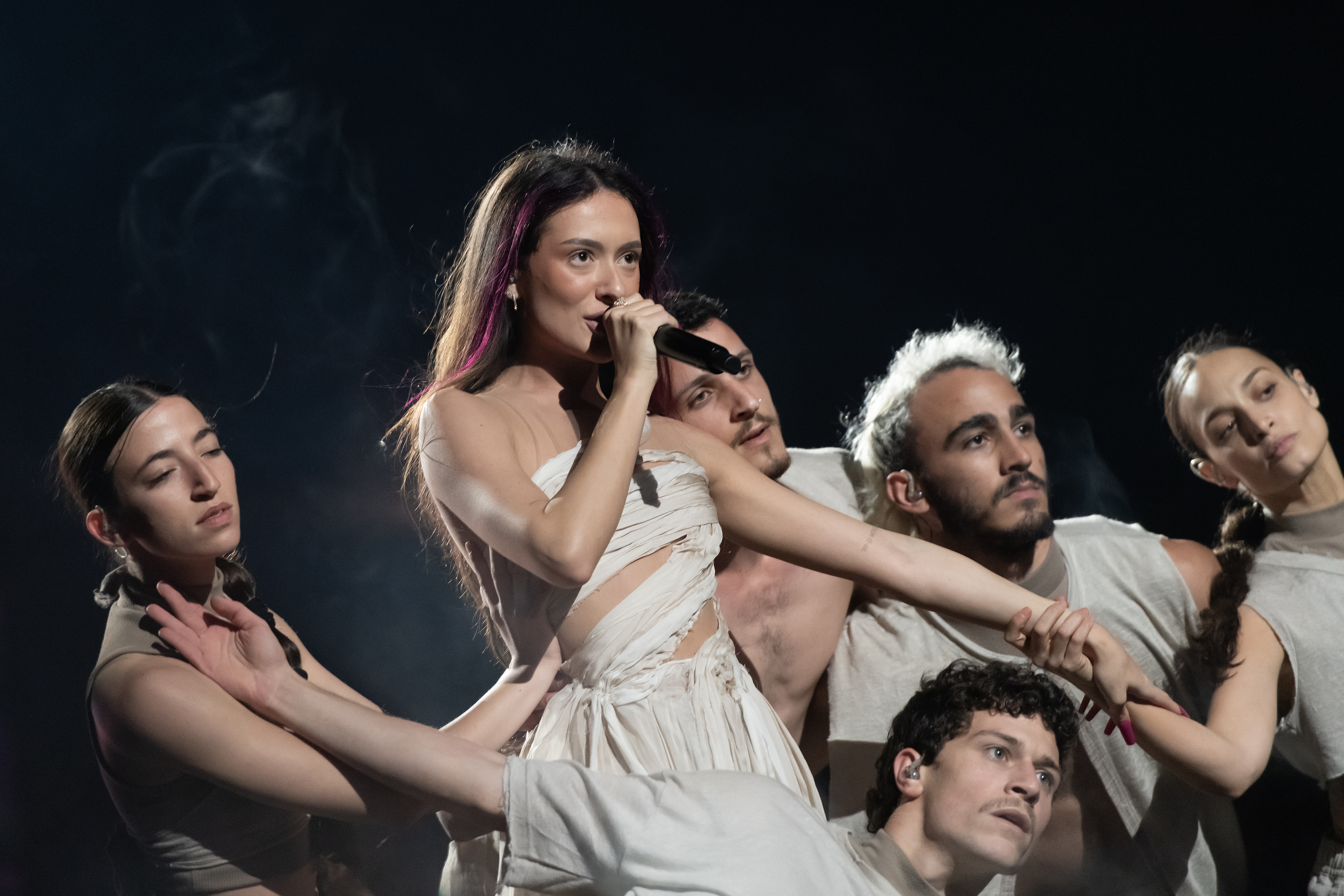
Eden Golan tijdens de repetities in Malmö.

Israël nam deel aan het Eurovisie Songfestival 2024 in Malmö, Zweden, met "Hurricane" uitgevoerd door Eden Golan. De Israëlische omroep Israeli Public Broadcasting Corporation (IPBC/Kan) selecteerde de kandidaat via de show HaKokhav HaBa (Rising Star), in samenwerking met de commerciële omroep Keshet en Tedy Productions. Het nummer werd intern geselecteerd. De oorlog tussen Israël en Hamas had invloed op de productie van de show en bracht de deelname van Israël aan de wedstrijd in twijfel. 

## Selectieprocedure

### HaKokhav HaBa
Net als tussen 2015 en 2020 werd de zanger die de Israëlische inzending voor het Eurovisie Songfestival 2024 zou vertolken, geselecteerd via de reality-zangwedstrijd HaKokhav HaBa, geproduceerd door Tedy Productions en Keshet Media Group, en uitgezonden op Keshet 12. De shows vonden plaats in het Neve Ilan Communications Center in Neve Ilan.

### Finale
De finale vond plaats op 6 februari 2024 en was verdeeld in een duelronde, waarbij één finalist werd uitgeschakeld, en een superfinale onder de overige drie artiesten, waarin de winnaar werd bepaald. Noa Kirel zong tijdens de show als gastartieste. In de superfinale koos een 50/50 combinatie van jury- en publieksstemmen Eden Golan als winnaar. 

### Nummerkeuze
Voordat het effectieve nummer Hurricane uitkwam, waren er twee andere nummers voorgesteld aan de EBU. October Rain werd als eerst ingediend rond februari, maar werd geweigerd, gezien de link met politieke context. Op 28 februari werd het tweede nummer in de selectie Dance Forever ook geweigerd. Op 7 maart gaf de EBU goedkeuring aan het nummer Hurricane, een herwerkte versie van October Rain. 

### Oproeping tot uitsluiting
Door de huidige oorlog blijft de deelname van Israël omstreden. Linken worden gelegd met Rusland, die door de Oorlog in Oekraïne al sinds 2022 niet meer mag meedoen aan het festival. 
Meer dan 1.000 artiesten vroegen in een open brief aan de EBU om het land niet te laten deelnemen. Eerder deden landen als Finland en IJsland met hun deelnemers ook al een oproep tot een boycot. 

## In Malmö
Ondanks talrijke protesten trok de Israëlische delegatie, onder zwaar toezicht wel naar Malmö. Eden Golan werd tijdens de repetitie en liveshow meermaals uitgejouwd. In de tweede halve finale wist de zangeres met 198 punten de halve finale te winnen. In de grote finale trad de zangeres aan als act 6, waar het de 5de plaats behaalde met 375 punten. Israël was enorm populair bij het publiek, waar het 15 keer de 12 punten kreeg.  
1973 · 1974 · 1975 · 1976 · 1977 · 1978 · 1979 · 1980 · 1981 · 1982 · 1983 · 1984 · 1985 · 1986 · 1987 · 1988 · 1989 · 1990 · 1991 · 1992 · 1993 · 1994 · 1995 · 1996-1997 · 1998 · 1999 · 2000 · 2001 · 2002 · 2003 · 2004 · 2005 · 2006 · 2007 · 2008 · 2009 · 2010 · 2011 · 2012 · 2013 · 2014 · 2015 · 2016 · 2017 · 2018 · 2019 · 2020 · 2021 · 2022 · 2023 · 2024 · 2025
Nationale voorronde: Kdam Eurovision
Albanië · Armenië · Australië · Azerbeidzjan · België · Cyprus · Denemarken · Duitsland · Estland · Finland · Frankrijk · Georgië · Griekenland · Ierland · IJsland · Israël · Italië · Kroatië · Letland · Litouwen · Luxemburg · Malta · Moldavië · Nederland · Noorwegen · Oekraïne · Oostenrijk · Polen · Portugal · San Marino · Servië · Slovenië · Spanje · Tsjechië · Verenigd Koninkrijk · Zweden · Zwitserland